# الأشياء الأولى أولا

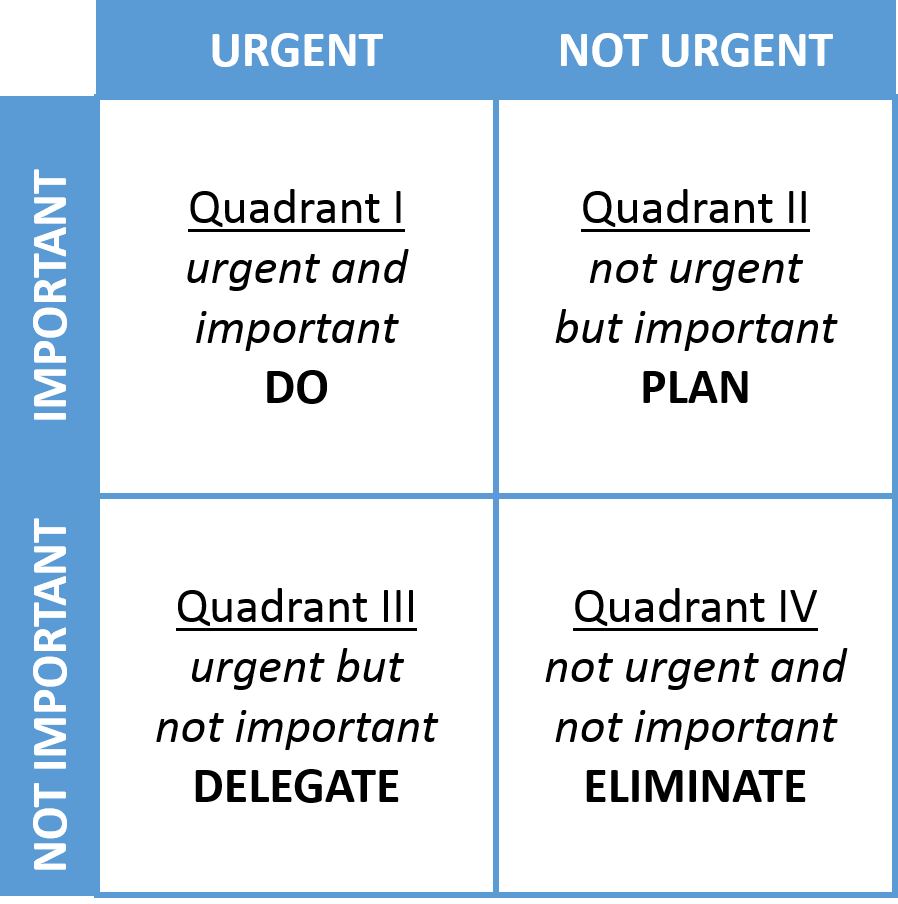
"مصفوفة قرار أيزنهاور" الرباعية للأهمية مقابل الإستعجال.

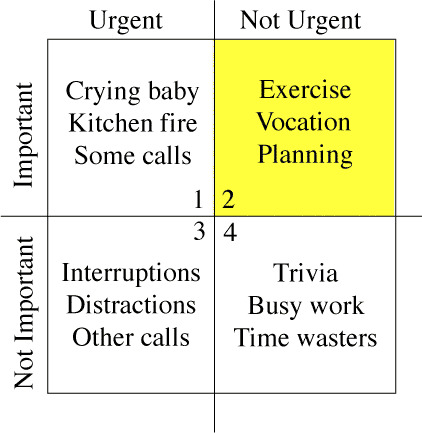
مثال للمصفوفة الرباعية.

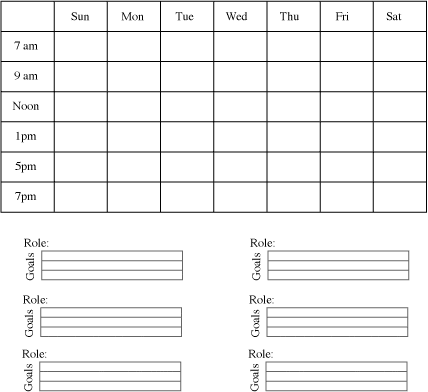
ورقة عمل أسبوعية لتحديد الأدوار وتحديد الأنشطة الهامة قبل ملء الجدول الزمني بأكمله.

الأشياء الأولى أولا First Things First  هو كتاب للمساعدة الذاتية كتبه ستيفن كوفي، أ. روجر ميريل وريبيكا ر. ميريل صدر عام (1994). يقدم نهجًا لإدارة الوقت إذا رسَخ كعادة فإنه يهدف إلى مساعدة القُرّاء على تحقيق «الفعالية» من خلال متابعة طريقة «الأشياء ذات الأولوية». النهج هو تطوير إضافي للمنهج الذي تم تعميمه في كتاب كوفي تحت عنوان «العادات السبع للناس الأكثر فعالية» وعناوين أخرى.

## ملخص
يؤكد الكتاب أن هناك ثلاثة أجيال من إدارة الوقت: الجيل الأول قوائم المهام والجيل الثاني التنظيم الشخصي بمواعيد نهائية والجيل الثالث توضيح القيم كما هو مدرج في مخطط فرانكلين. باستخدام تشبيه «الساعة والبوصلة» يؤكد المؤلفون أن تحديد الأدوار والمبادئ الأساسية يوفر «توجها حقيقيًا» ومرجعًا عند تحديد الأنشطة الأكثر أهمية بحيث لا يتم توجيه القرارات فقط من خلال «ساعة» الجدولة ولكن من خلال «بوصلة» الغرض والقِيَم. بتأكيدهم على أن الناس بحاجة إلى «العيش والحب والتعلم وترك إرثٍ»، فهم يقترحون تجاوز «الإستعجال».
يصف كوفي في الكتاب إطار عمل لتحديد أولويات العمل الذي يهدف إلى تحقيق أهداف طويلة المدى على حساب المهام التي تبدو عاجلة ولكنها في الواقع أقل أهمية. يستخدم صيغة إدارة الوقت المنسوبة إلى دوايت د.أيزنهاور (انظر: طريقة أيزنهاور) ويصنف المهام إلى ما إذا كانت عاجلة وما إذا كانت مهمة مدركًا أن المهام المهمة قد لا تكون عاجلة وأن المهام العاجلة ليست مهمة بالضرورة.  هذه هي مصفوفة 2 × 2 الخاصة به: تصنيف المهام على أنها عاجلة وغير عاجلة على محور واحد ومهمة أو غير مهمة على المحور الآخر. يحتوي الربع 2 الخاص به (ليس هو نفسه الربع الثاني في نظام الإحداثيات الديكارتية) على عناصر غير عاجلة ولكنها مهمة. هذه هي الأشياء التي يعتقد أنه من المرجح أن يتجاهلها الناس لكن يجب التركيز عليها لتحقيق الفعالية.
يتم تحديد العناصر المهمة من خلال التركيز على بعض الأولويات والأدوار الرئيسية التي تختلف من شخص لآخر ثم يحدد في كل أسبوع أهداف صغيرة لكل دور من أجل الحفاظ على توازن شامل في الحياة. إحدى الأدوات لذلك هي ورقة العمل التي تحمل ما يصل إلى سبعة أدوار رئيسية مع ثلاثة أهداف أسبوعية لكل دور ليتم تقييمها وجدولتها في كل أسبوع قبل أن تشغل المواعيد الأخرى كل الوقت المتاح بأشياءٍ تبدو عاجلةً ولكنها ليست بتلك الأهمية. يتم توضيح هذا المفهوم بقصة تُشجّع الناس على «وضع الصخور الكبيرة أولاً».
يقدم التفويض كجزء مهم من إدارة الوقت. وفقًا لكوفي يركّز التفويض الناجح على النتائج والمعايير التي سيتم الاتفاق عليها مسبقًا بدلاً من وصف خطط العمل المفصلة.